# Kinyongia oxyrhina
Espèce
Synonymes
- Bradypodion oxyrhinum Klaver & Böhme, 1988

Statut de conservation UICN

 NT  : Quasi menacé
Statut CITES
Kinyongia oxyrhina est une espèce de sauriens de la famille des Chamaeleonidae.

## Répartition
Cette espèce est endémique de Tanzanie. Elle se rencontre dans les monts Uluguru et Uzungwe.

## Publication originale
- Klaver & Böhme, 1988 : Systematics of Bradypodion tenue (Matschie, 1892) (Sauria: Chamaeleonidae) with a description of a new species from the Uluguru and Uzungwe Mountains, Tanzania. Bonner Zoologische Beiträge, vol. 39, no 4, p. 381-393 (texte intégral).